# Hühnchen in Essig
Hühnchen in Essig ist ein Spielfilm des französischen Regisseurs Claude Chabrol aus dem Jahr 1985. Der Kriminalfilm mit Jean Poiret war der Anfang einer Reihe von Inspektor-Lavardin-Verfilmungen, die 1986 mit Inspektor Lavardin oder Die Gerechtigkeit fortgesetzt wurde. Der Film wurde von MK2 produziert.

## Handlung
In einem Provinzstädtchen leben die gehbehinderte Witwe Cuno und ihr Sohn Louis, der örtliche Briefträger. Notar Lavoisier, Metzger Filiol und der Arzt Morasseau wollen die beiden mit unsauberen Mitteln von ihrem Grundstück vertreiben, um es gewinnträchtig zu veräußern. Louis und seine Mutter gelangen an die Briefe ihrer Gegner und erfahren frühzeitig von deren Plänen. Delphine Morasseau, die Frau des Arztes, auf deren finanzielle Unterstützung das Trio baut, verweigert jedoch die weitere Zusammenarbeit. Louis beginnt sich zu wehren und schüttet Zucker in den Tank von Filiols Wagen. Der deswegen eintretende Motorschaden verursacht während eines Überholmanövers einen Verkehrsunfall, bei dem Filiol stirbt.
Nach dessen Tod übernimmt der Pariser Kriminalinspektor Lavardin die Ermittlungen. Schnell überblickt er die Korruption in der Stadt, in der weitere Verbrechen geschehen. Die Lebedame Anna Foscarie verschwindet spurlos. Zur gleichen Zeit verbrennt deren Freundin Delphine Morasseau in ihrem Auto. Mit rabiaten Mitteln findet Lavardin mehr über das Grundstücksgeschäft heraus. Im Laufe seiner Ermittlungen stellt sich überdies heraus, dass es sich bei dem Leichnam im Wagen um den von Anna Foscarie handelt. Delphine Morasseau wurde in Wirklichkeit von ihrem Ehemann getötet und im Park des gemeinsamen Hauses unter einer Statue eingemauert.
Louis wird unterdessen zum ersten Mal intim mit seiner Arbeitskollegin Henriette. Sie kuriert Louis von seiner pubertären Schüchternheit, worauf er ihr seine Taten gesteht. Die Witwe Cuno zündet daraufhin das gemeinsame Haus an. Obwohl er vom Tankanschlag auf den Metzger weiß, lässt Inspektor Lavardin Louis laufen, der zu Henriette findet.

## Kritiken
„Eine bittere und makabre Kriminalkomödie, die eine Demaskierung der dekadenten Provinz-Bourgeoisie mit einer Romanze und dem Psychogramm eines zwiespältigen Polizisten verbindet. Chabrol drehte eine Fortsetzung unter dem Titel Inspektor Lavardin oder die Gerechtigkeit; später entstand um die Person des Kriminalbeamten eine Fernsehserie.“

„Claude Chabrol drehte diese makabre Krimikomödie […] mit den Chabrol-typischen Attacken gegen das (Spieß-)Bürgertum.“

Andreas Kilb (Frankfurter Allgemeine Zeitung) kritisierte den Film. Was Chabrol auftische, „gehöre weit eher zu jener Art Hausmannskost, auf deren Zubereitung sich Frankreichs Regisseure derzeit vortrefflich verstehen.“ Die Zuneigung zwischen Louis und Henriette mache den Kleinstadtkrimi „vollends zur Klamotte“. Hühnchen in Essig wirke wie ein „schlechter Abguß“ von Chabrols Der Schlachter (1970) oder Die Fantome des Hutmachers (1982). Der Regisseur ruhe sich auf der eigenen Legende aus, was laut Kilb der sicherste Weg sei, diese zu zerstören.

## Auszeichnungen
- Internationale Filmfestspiele von Cannes 1985: Nominierung für eine Goldene Palme als bester Film
- Mystfest 1985: Darstellerpreis für Lucas Belvaux (ebenso für Claude Pinoteaus Spielfilm Tödliche Angst)[6]
- César 1986: Nominierung für Lucas Belvaux als bester Nachwuchsdarsteller
- Die Filmbewertungsstelle Wiesbaden zeichnete den Film mit dem Prädikat „besonders wertvoll“ aus.[7]